# FC Phönix Bellheim
Maillots
Le FC Phönix Bellheim est un club allemand de football, localisé, à Bellheim en Rhénanie-Palatinat.

## Histoire
Le club fut fondé le 11 février 1921 au restaurant Zur Reichskrone dans la localité de Bellheim.
Le club évolua dans les divisions inférieures de sa région jusqu’après la Seconde Guerre mondiale.
Dissous par les Alliés, comme tous les clubs et associations allemands, en 1945 (voir Directive n°23), le club fut rapidement reconstitué.
Situé dans la zone d’occupation française, le FC Phönix Bellheim recommença à jouer dès la saison 1945-1946. La saison suivante, il fut placé en Landesliga.
Le 7 décembre 1947, la présidence du cercle fut reprise par Franz Hage, directeur d’une brasserie. Le personnage joua un rôle important dans le soutien et le développement du club. Le stade actuel du FC Phönix Bellheim porte son nom.
Le club s’illustra dans les compétitions régionales mais dut attendre la fin de la saison 1961-1962 pour dépasser le 3e niveau de la hiérarchie en montant en 2. Oberliga Südwest.
À la fin du championnat suivant, le FC Phönix Bellheim termina 4e ce qui lui permit de rester au niveau 2. Alors que la DFB instaurait la Bundesliga, les Oberligen actives depuis 1947 disparurent. Le 2e étage de la pyramide du football allemand devinrent les Regionalligen. Le Phönix Bellheim fut dont un des fondateurs de la Regionalliga Südwest. Le club y resta quatre saisons avant d’être relégué.
Après quatre saisons au niveau 3, le club remonta en la Regionalliga Südwest pour deux championnats puis fut à nouveau relégué en 1973.
Le club recula ensuite dans la hiérarchie.

## Palmarès
- Champion de la 1. Amateurliga Südwest: 1962, 1971.